# Jenische Sprache
Jenisch ist eine Varietät der deutschen Sprache, linguistisch gesehen eine Sondersprache der Jenischen, das heißt von „fahrenden“ Bevölkerungsgruppen oder von deren ortsfesten Nachfahren.

## Sprachbezeichnung
Linguisten leiten übereinstimmend, wenngleich nicht ganz ohne Vorbehalt, die Gruppenbezeichnung jenisch und den Sprachnamen Jenisch aus dem Romanes von džan (laut Siegmund A. Wolf) bzw. džin (laut Yaron Matras) für „wissen“ ab. Im Bedeutungsgehalt korrespondiert Jenisch mit dem benachbarten, aus dem Jiddischen entlehnten kochem („weise“), das ohne klare Abgrenzung ebenfalls als Sprachname und Bezeichnung für die Sprechergruppen (Kochemer) verwendet wird. Im Gegensatz zu Rotwelsch sind Jenisch und Kochem Selbstbezeichnungen.
In der Zeitschrift „Scharotl“ der Radgenossenschaft der Landstrasse (Februar 2019) wird dieser Theorie ausführlich widersprochen. Der Historiker Willi Wottreng hält die Herleitung „Jenische“ von einem Roma-Wort für unwahrscheinlich. Die erstmalige Gleichsetzung von „Jenisch“ mit einem Wort für „Wissen“ durch den Hauptmann Josef K. von Train, der in den 1830er Jahren „Gaunersprachen“ erforschte, sei spekulativ. Der Sprachforscher Sigmund A. Wolf habe diese zweifelhafte Theorie zwar 1956 in seinem „Wörterbuch des Rotwelschen“ aufgenommen, aber: „Dass sich das Wort tatsächlich aus dem Romanes entwickelt hat, dafür gibt es keine Beweise“, schreibt „Scharotl“. Dagegen verweist der Autor auf ein Wort „Jenne“ im Deutschen Wörterbuch der Brüder Grimm, das erstmals in einer Freidank-Ausgabe von 1538 in einem Gedicht auftauche und das dem Zusammenhang nach eine Person bezeichne, „die den Tag und das Leben geniesst“. Dieses Wort sei von der Forschung bisher nicht beachtet worden. Der Autor vermutet, dass das Wort „Jenne“ eher als die Romanes-Herleitung eine Verbindung zur Bezeichnung „Jenische“ aufweise. Und er kommentiert: „Vielleicht liegt beim frühen Wort ‚Jenne‘ sogar ein Schlüssel zu Einsichten über die Existenz der Jenischen vor dem Dreissigjährigen Krieg, ist es doch älter als dieser Krieg.“
In jenischen Publikationen wird auch behauptet, dass das Wort für die Sprechergruppe der Jenischen schon im 12. Jahrhundert dokumentiert sei, also Jahrhunderte vor der Ankunft von Roma in Europa; so heißt es etwa: „Im Archiv der Stadt Freiburg in Breisgau existieren Dokumente, die belegen, dass die Jenischen schon im 12. und 13. Jahrhundert erwähnt wurden und nicht wie so oft fälschlicherweise angenommen erst im 18. Jahrhundert. Jenisch als Selbstbezeichnung taucht erstmals im 13. Jh auf, wo von Yeannische Freyleut die Rede ist.“ Doch fehlen hier wiederum Quellenbelege: Ein Beitrag im anerkannten Geneal-Forum für Ahnenforschung schreibt: „Im Stadtarchiv Freiburg im Breisgau konnten auf Anfrage keine Dokumente betreffend ‚Yeannische Freyleute‘ gefunden werden.“

## Sprachwissenschaftliche Charakteristik
Der besondere Charakter des „Jenischen“ ergibt sich aus einem semantisch abweichenden, eng begrenzten Teilwortbestand des Deutschen unter Einschluss zahlreicher Entlehnungen aus anderen Sprachen. Der Hauptwortbestand, die Grammatik, die Syntax und die Lautung sind im Übrigen die der umgebenden Mehrheitssprache (z. B. Deutsch, Französisch). Das abweichende Lexikon folgt bei der Bildung neuer Komposita, Affigierung, Permutation und der Bildung von Metonymen der deutschen Systematik der Wortbildung. Charakteristisch fürs Jenische sind Umdeutungen gemeinsprachlich bekannter Wörter durch Bedeutungsübertragung und Bedeutungsverschiebung. Da der eigenständige Wortbestand begrenzt ist, sind auch die Gestaltungsmöglichkeiten eingeschränkt.
Das historische Jenisch ist durch eine Reihe von Glossaren belegt, deren Inhalt vor allem aus einem ordnungs- und sicherheitspolizeilichen, justiziellen und verfolgungsorientierten Interesse gesammelt und unter repressiven Bedingungen abgefragt wurde. Soweit jüngere Listen nicht immer noch diesen Blick vertreten, sind sie zumindest doch ebenfalls meist eng ausschnitthaft.
Jenisch ist eine gesprochene Sprachvarietät. Inwieweit es heute neben der mehrheitsgesellschaftlichen Standardsprache außer in einigen Nischen über Relikte mit nur situativem Gebrauch hinaus noch gesprochen wird, ist unbekannt, so dass sich eine Aussage zur Zahl der Sprecher nicht treffen lässt.

## Kontaktsprachen und verwandte Sondersprachen
Regionale Dialekte des Jenischen in Österreich, der Schweiz, Deutschland, den Benelux-Staaten und Frankreich lassen auf unterschiedlich enge Kontakte zwischen Jenischen, Juden und Roma schließen, da sie in jeweils unterschiedlichem Umfang Entlehnungen und Adaptionen aus dem Jiddischen und dem Romanes enthalten. Romanismen aus dem Französischen und dem Italienischen belegen Kontakte mit Sprechern auch dieser Sprachen. Viele jenische Wörter und Wendungen sind in die deutsche Alltagssprache eingegangen.
In der deutschen Linguistik wird Jenisch als Variante oder Teil des Rotwelschen klassifiziert. Deshalb und wegen Gemeinsamkeiten in Wortschatz und Sprachgebrauch gibt es unterschiedliche Deutungen darüber, welche anderen lokalen oder regionalen Sprachen, die z. T. unter anderen Sprachnamen wie „Kochum“ (z. B. Hundeshagen im Eichsfeld), „Masematte“ (Münster in Westfalen), „Manisch“ (z. B. Gießen), „Lakerschmus“ (Weimerskirch in Luxemburg) oder „Pleisle“ (Killertal) bekannt sind, dem Jenischen und/oder dem Rotwelsch zuzurechnen sind. Wortbestände und Sprechergruppen der lokalen und regionalen Jenischvarianten werden von der Sprachwissenschaft in ihrer Genese wie nach der sozialen Zuordnung als nicht kongruent taxiert. Schwer fällt Linguisten die Abgrenzung vom Rotwelsch. Gesichert lässt sich sagen, dass die Sprachbezeichnung Rotwelsch älter ist, ein Fremdetikett darstellt und nicht als Gruppenbezeichnung verwendet wird. Klar gezogen ist die Trennlinie gegenüber dem Romanes als einer in jeder Hinsicht eigenständigen Sprache der Roma.

## Sprachgeschichte

### Erste Belege
Erste Belege für die Jenische Sprache finden sich in den Basler Betrügnissen der Gyler von ca. 1440, wo eine Wortliste des allgemein bezeichneten Rothwelsch die Sprache wiedergibt, die sich mit dem noch heute gesprochenen Jenisch deckt. Eine andere frühere Quelle ist der Liber Vagatorum von 1510, wo neben typisch jenischen Worten auch eine ganze Reihe von Gewerben der Fahrenden, die traditionellen jenischen Gewerbe der Kessler, Spengler, Scherenschleifer, Schausteller etc., aufgelistet wird.
Ein späterer Beleg von acht Wörtern der, wie es heißt, „jenischen Sprach“ existiert als Abschrift zweier Abschriften aus der Mitte des 19. Jahrhunderts für das Jahr 1714 (Kluge). Demnach seien es betrügerische Wiener „Kellner“ gewesen, die sich auf „eine gewisse Redens-Arth“ verlegt hätten, „welche sie die jenische Sprach nennen.“ Der Auszug enthält keine Hinweise darauf, dass es „Fahrende“ seien, die (ebenfalls) so sprächen. Er beschreibt die Sprache als Medium des Rechtsbruchs und die Sprecher als delinquent.
Eine zweite Nennung findet sich in einer „Diebsliste“ von 1716. Sie bezieht sich räumlich auf Schwaben, die Aufgelisteten werden als „Rauber, Dieb, Beitel-Schneider und andere Jauners-Bursch“ kategorisiert. Es wird ihnen eine größere Zahl von rotwelschen Wörtern zugeordnet. Bei einem Wort ist angegeben, es sei der „jenischen Sprach“ entnommen.
Erst 1791 findet sich dann ein dritter Beleg im Titel einer Wortliste, nämlich zur „Jauner- und Jenischen-Sprache“. Fragwürdig sind die Entstehungsbedingungen des Glossars. Verfasser war der sog. Konstanzer Hans, Schustersohn und Anführer einer „Räuberbande“. Er machte seine Angaben als Ausweis seiner „wahren Reue“ in der Haft und vor seiner Hinrichtung, die er abzuwenden hoffte. Als Sprecher der „jenischen Sprache“ nennt er „Jauner“, die er als Kriminelle beschreibt.
Mit dem 1793 erschienenen „Abriß des Jauner- und Bettelwesens in Schwaben“ des Pfarrers und Waisenhausdirektors Johann Ulrich Schöll liegt dann eine erste Schrift vor, in der der Terminus „Jenisch“ durchgängig als Sprachname verwendet wird. Schöll grenzt ebenfalls räumlich auf Schwaben ein. Er verwendet das Wort zum ersten Mal zitierend zugleich als Eigenbezeichnung der Sprecher. Schöll kategorisiert soziokulturell und kriminologisch. Er unterscheidet zwei Gruppen: Bettler und Jauner, die „neben der Landessprache“ das Jenische sprächen. Die Sprecher nennten sich „in ihrer Gesellschaftssprache Jenische, d. i. Leute, die nirgends keine Niederlassung haben; so wie sie in der Canzley- und Volkssprache den Namen von Vaganten oder Vagabunden und Strolchen führen“. Ein ethnisch-kulturelles Moment wird erkennbar in der Charakterisierung der Sprecher als durch Gemeinsamkeiten in ihrer „Lebensart, in ihren Sitten und anderen Verhältnissen“ miteinander verbunden.

### Zur Wahrnehmungsgeschichte
Insgesamt lässt sich sagen, dass der Terminus sehr viel jünger als das konkurrierende „Rotwelsch“ ist. Seit seinem ersten Auftreten zu Beginn des 18. Jahrhunderts bleibt es für mindestens ein Jahrhundert eine Rarität. Es wird zumindest in diesem Zeitraum vor allem sozial und kriminologisch, nicht ethnisch definiert. Noch der 1877 erscheinende zehnte Band des Grimmschen Wörterbuchs vertritt diesen Beschreibungsmodus, wenn das Lemma „jenisch“ das Wort der „Gaunersprache“ bzw. einer in Schwaben gesprochenen „Spitzbubensprache“ zuordnet.
Die Wahrnehmungsgeschichte des Jenischen ist ein wesentlicher Teil seiner Geschichte. Es geht dabei um die Wahrnehmung einer nichtschriftlichen Minderheit durch eine schriftliche Mehrheitsgesellschaft, die über einflussreiche Medien verfügt, deren schreibende Betrachter „gebildet“ und meist Funktionsträger in der Justiz und anderen Organen einer „guten Policey“ sind.
Am Beginn der Rezeption des Rotwelschen und dann des Jenischen stand deren Stigmatisierung als Gauner- und als Geheimsprachen. Dieses Sprachverständnis korrespondierte mit der Kriminalisierung der Sprecher. Es blieb beherrschend bis in die jüngste Zeit. Der von ordnungspolitischen und justiziellen Interessen geleitete Blick von vor allem Verfolgungsinstanzen machte diese eine Funktion, die jede Sprache haben kann, nämlich die Kommunikation gegenüber Nichtsprechern zu verhüllen, zum hauptsächlichen Merkmal. Er vernachlässigte so vollständig die besonders bei sozial ausgegrenzten Gruppen gemischter sozialer, regionaler und sprachlicher Herkunft wichtige identitätsbildende und integrative, den Zusammenhalt fördernde Bedeutung.
Mit dem Aufkommen eines folkloristischen Interesses an regionaler Geschichte seit etwa dem Ende des 19. Jahrhunderts mischte sich ein neues Rezeptionsinteresse unter. Man bemühte sich, dem Stoff „heimatliche“ Originalität abzugewinnen, idealisierte sein Objekt und verwendete es als Requisit für die Darstellung einer vormodernen intakten Heimatwelt.

### Die historischen Jenisch-Sprecher
Historisch haben sich als „Jenisch“ bezeichnete Sprachvarianten (wie auch die konkurrierenden Bezeichnungen), wenn man zeitlich in etwa vom ersten Auftreten des Begriffs ausgeht, in einer Sprecherpopulation herausgebildet, die nach landschaftlicher und sozialer Herkunft in sich heterogen war und deren Zusammensetzung fluktuierte. Die wesentliche Gemeinsamkeit ihrer Angehörigen war deren Herkunft aus den unter- und außerständischen Schichten der frühneuzeitlichen Armutsgesellschaft.
Das obrigkeitliche Etikett vom „herrenlosen Gesindel“ war darauf zurückzuführen, dass dieser Bevölkerungsteil rechtlich durch ein flächendeckendes staatliches Betretungs-, Aufenthalts- und Duldungsverbot, ökonomisch durch nur ambulant praktizierbare Nischentätigkeiten und gesellschaftlich durch das Stigma des potentiellen Straftäters marginalisiert war. Der oft generationenlange Ausschluss von Familiengruppen aus der in ortsfesten Untertanenverbänden organisierten Mehrheitsgesellschaft begünstigte die Entstehung von Ansätzen einer separaten Ethnizität und die Formierung eines eigenen kollektiven Selbstverständnisses am mehrheitsgesellschaftlichen Rand und zugleich in Distanz zu den nach außen geschlossenen Gruppen der Roma und der vagierenden Juden. Dabei dürfte die Sprache eine wichtige Rolle gehabt haben.
Indem sich im 18. Jahrhundert lokal mit vereinzelten landesherrlichen Niederlassungsangeboten, um die Mitte des 19. Jahrhunderts allgemein mit der Reformierung des Niederlassungsrechts und daneben durch die Begründung „wilder“ Siedlungen Möglichkeiten boten, die vagierende Lebensweise aufzugeben und die Lebenssituation durch Domizilierung zu stabilisieren, wurden „Fahrende“ der unterschiedlichen Provenienz temporär oder dauerhaft ortsfest. In ihren Ansiedlungen am Rande oder abseits der bestehenden Ortschaften blieben die Bewohner aber sozial weiterhin marginalisiert. Der beständige Kontakt an diesen Orten von niedergelassenen Sprechergruppen unterschiedlicher ethnischer und sprachlicher Herkunft und die Aufgabe des geschlossenen Heiratsmusters dürfte neben den eher flüchtigen Kontakten auf der „Reise“ eine Erklärung für die Entlehnungen aus anderen Sprachen im Jenischen sein.

## Aktuelle Situation

### Rechtlicher Status
Die Schweiz hat mit der Ratifizierung der europäischen Sprachencharta 1997 dem Jenischen den Status einer „territorial nicht gebundenen Sprache“ gegeben. 2009 antwortet der Bundesrat auf die sprachpolitischen Empfehlungen des Minister- und Expertenkomitees des Europarates: «er unterstütze ein von den Jenischen selbst realisiertes Projekt zur Förderung und Erhaltung der jenischen Sprache und Kultur».

### Neue Tendenzen
Seit einiger Zeit gibt es in zwei gesellschaftlichen Kontexten ein Bestreben, Jenisch unter Vermeidung tradierter Negativkonnotationen wahrzunehmen: zum einen wissenschaftlich in der Sprachforschung und zum anderen in der Minderheit selbst. Hier will man sich auch im politischen Raum als eine ethnische Minderheit konstituieren und als solche wahrgenommen werden. Sprecher jenischer Vereine versuchen in diesem Zusammenhang, das Jenische klarer zu profilieren, zu konturieren, es gegenüber benachbarten Sprachvarietäten abzugrenzen, seine Herkunft neu zu erklären und ihm einen Herkunftsmythos („keltische Wurzeln“) beizugeben.
Was nach wie vor weitgehend fehlt, ist die „Normalisierung“ des Blicks auf ein als exotisch empfundenes Phänomen durch die Einbeziehung sozialgeschichtlicher, migrationsgeschichtlicher oder identitätsgeschichtlicher Perspektiven.

### Sprecher des Jenischen heute
Über Mittel- und Westeuropa verstreut verstehen sich heute Menschen als Jenische. Nicht ihre soziale Stellung oder ihr Beruf, nicht ihre Lebenswirklichkeit als Fahrende oder Sesshafte und auch nicht unbedingt eine jenische Sprachkompetenz, sondern verwandtschaftliche und familiengeschichtliche Bindungen, historische und kulturelle Inhalte bilden dort den Kern jenischen Selbstverständnisses, wo ein solches noch bewusst vertreten wird.
Die Sprecher des jenischen Idioms bilden insgesamt keine von der Mehrheitsbevölkerung abgrenzbare geschlossene Gruppe. Die traditionellen Erwerbstätigkeiten als Hausierer, Kesselflicker, Scherenschleifer oder Bürstenmacher sind heute verschwunden. Altstoffverwertung in der Gestalt des Schrott- und Altwarenhandels, Beschickung von Trödelmärkten, Schaustellerei, Artistentätigkeit gibt es nach wie vor. Moderne Ausprägungen traditioneller Berufe sind z. B. Antiquitäten- und Fahrzeughandel, Gewerbezweige, die auch ortsfest lebenden Jenischen eine engere Anbindung an ihr kulturelles Milieu erlauben. Wie viele noch „Reisende“ sind oder aber ortsfest leben und bürgerliche Berufe ausüben, ist unbekannt. Dort, wo eine traditionelle Lebensweise auch heute noch dem mehrheitsgesellschaftlichen Zigeunerklischee entspricht, können sie mit Sinti oder Roma verwechselt werden. Soweit Familien und Individuen nicht bikulturell sind, gibt es jedoch keine ethnische Gemeinsamkeit.
Lokal (in Deutschland zum Beispiel in Leinzell oder Gießen, in Österreich etwa in Salzburg und Loosdorf) wird Jenisch noch von jungen Menschen gelernt, die einzelne Wörter der jenischen Sprache in die Jugendsprache aufnehmen. An anderen Orten, so beispielsweise im württembergischen Pfedelbach, bemüht man sich um eine Aktualisierung der jenischen Sprachreste. Schüler der Realschule Pfedelbach haben sich in dem Unterrichtsprojekt Jenisch, die Sprache der Gaukler eingehend mit der jenischen Sprache in Pfedelbach und auf dem Heuberg befasst und einen Jenisch-Rap und ein Lied auf Jenisch getextet. So trägt die 2017 eingeweihte Gemeindehalle den jenischen Namen Nobelgusch, was so viel wie ‚edles Haus‘ bedeutet.
An Wallfahrten und Festen, zum Beispiel der Feckerchilbi, die von der Radgenossenschaft der Landstrasse und befreundeten Organisationen alle zwei, drei Jahre an verschiedenen Orten in der Schweiz durchgeführt wird, treffen sich ortsfest, temporär ortsfest oder nicht ortsfest lebende Jenische. Diese Treffen sind wichtige Orte der Sprachpflege, des Spracherhalts und der jenischen Kommunikation über Familien- und Landesgrenzen hinweg.
Vermehrt wird unter Jenischen auch in persönlichen Facebook-Einträgen auf jenisch kommentiert. Die Zeitschrift Scharotl der schweizerischen Radgenossenschaft der Landstrasse veröffentlichte im Dezember 2016 unter dem Titel Der Grandig Jenisch eine jenische Version des Gebetes Unser Vater.
Zudem wurde das Jenisch von nicht jenischen Metzgern und Bauern beim Handeln (insbesondere im südwestlichen Raum Deutschlands) benutzt. Man nannte das Jenisch hier auch flapsig die „Metzgersprache“. Jenisch war bis in die 1980er Jahre die Handelssprache im Viehhandel.

### Jenische Literatur

Der jenische Schriftsteller Engelbert Wittich

Es gibt über kleine Formen von Gelegenheitsliteratur hinaus keine jenische Sachliteratur oder Belletristik. Schriftsteller mit jenischem Selbstverständnis veröffentlichen in der Sprache der Mehrheitsgesellschaft, in der sie groß geworden sind. In Deutschland veröffentlichte Engelbert Wittich (1878–1937) Gedichte und Lieder auch auf Jenisch. Der österreichische Jenische Romed Mungenast (1953–2006) publizierte in Deutsch und Jenisch Kurztexte und Gedichte.

## Sprachbeispiele

### Beispiele des Satzbaues
mit interlinearer Übersetzung (schweizerisches Jenisch):
| Jenisch                                                        | Deutsch interlinear                                         | Deutsch                                                             |
| -------------------------------------------------------------- | ----------------------------------------------------------- | ------------------------------------------------------------------- |
| Am verholchten Schai isch mir de Laschischmadori muli tschant, | Am gestrigen Tag ist mir die Kaffeemaschine kaputtgegangen, | Gestern ist mir die Kaffeemaschine kaputtgegangen,                  |
| selber linstne ne zgwand zmenge,                               | selber schaute ihn ganz zu machen,                          | ich versuchte, sie selbst zu reparieren,                            |
| isch me abe gehochlt lori,                                     | ist mir aber gelungen nicht,                                | aber es gelang mir nicht,                                           |
| drum delt ne mim olmische zem ne menge gwand.                  | darum gab ihn meinem Vater zum ihn machen ganz.             | darum brachte ich sie zu meinem Vater, um sie reparieren zu lassen. |

### Umgangsdeutsch und Jenisch
Eine – sehr künstliche – Zusammenstellung von Beispielwörtern und Redewendungen aus dem Rotwelsch/Jenischen, die in die mehrheitsgesellschaftliche Umgangssprache eingingen:
„Wenn ein kesser oder fieser Macker in die Kneipe latscht, dort über die Saure-Gurken-Zeit quasselt und sich über seine Maloche beklagt. Wenn er dann noch einen Bullen um Moos anhaut, der ganz ausgebufft gerade seinen Kiez abgrast und ganz im Eimer ist, weil er einen Bock auf Fusel hat, ist der Feez vorbei. Es fetzt natürlich, wenn man … den Pauker in der Penne verkohlt oder im Kittchen pooft.“

### Lokale/regionale folkloristische Literatur
- J. C. Brunner: Zizenhausener Jenisch. In: Verein für Geschichte des Hegau e. V. (Hrsg.): Hegau – Zeitschrift für Geschichte, Volkskunde und Naturgeschichte des Gebietes zwischen Rhein, Donau und Bodensee. Band 6. Jan-Thorbecke-Verlag, Singen (Hohentwiel) und Konstanz 1958, S. 199 f.
- Günter Danzer: Jenisch diebra en Oberberg – Geschichte und Leben zwischen Schloss und Stettberg. Burgberg 2000.
- Günter Danzer: Jenisch diebra en Oberberg – Lieder, Gedichte, Geschichten und Wörterlisten. Lieder und Texte auf CD. Burgberg 2006.
- Hans Haid: Das „Jenische“. In: Dialect. Internationale Halbjahresschrift für Mundart und Mundartliteratur. Band 7, 1983, S. 2 bis 36.
- Hasso von Haldenwang: Die Jenischen. Erinnerungen an die Wildensteiner Hausierhändler. Crailsheim 1999.
- Franz Jansky, Noppi Gadschi und Jenisch Baaln: Jenisch in Loosdorf [Österreich]. Loosdorf 1991.
- Jakob Kronenwetter: Das sind Jenische – eine Minderheit erzählt. Geschichten und Wörterlisten über die Jenischen. Fichtenau September 2008.
- Fritz Neuschäfer: Die Geschichte der „Jenischen“ und „Manischen“ in Gießen. In: Manfred H. Klös (Bearb.): Ein Stück Gießener Geschichte. Gießen, S. 51 bis 55.

### Historische Literatur und deren Auswertung
- Rocco Merlino D’Arcangelis: Die Verfolgung der sozio-linguistischen Gruppe der Jenischen (auch als die deutschen Landfahrer bekannt) im NS-Staat 1934–1944 [zwei Teile; im ersten Teil eine Auswertung der Literatur zu Wortlisten des 18. und 19. Jahrhunderts]: ; dazu als kritische Rezension:
- Josef Karl von Train: Chochemer Loschen. Wörterbuch der Gauner- und Diebs- vulgo Jenischen Sprache. Regensburg 1832 (Digitalisat); Reprint: Leipzig 2011, ISBN 978-3-8262-3014-1.
- Engelbert Wittich, Louis Günther: Jenische Sprache. In: Archiv für Kriminal-Anthropologie und Kriminalistik. Hrsg. von Hans Gross (Leipzig), 63. Bd. (1915), S. 1–46, 97–133, 372–396, 64. Bd. (1916) 127–183, 297–355, 65. Bd. (1917), S. 33–89 (PDF).

### Sprachwissenschaftliche Literatur
- Christian Efing: Jenisch unter Schaustellern. Mit einem Glossar aus schriftlichen Quellen (= Sondersprachenforschung. Band 10). Harrassowitz, Wiesbaden 2004, ISBN 3-447-04834-4 (PDF, Uni Wuppertal).
- Christian Efing: Das Lützenhardter Jenisch. Studien zu einer deutschen Sondersprache. Mit einem Wörterbuch und Sprachproben auf CD-ROM (= Sondersprachenforschung. Band 11). Harrassowitz, Wiesbaden 2005, ISBN 3-447-05208-2 (PDF, Uni Wuppertal).
- Christian Efing: Penn Jenisch! Das große Wörterbuch des Lützenhardter Jenisch. Geheimsprachenverlag (GSV), Münster 2009, ISBN 978-3-9813057-0-8.
- Christian Efing: Jenisch. In: Janet Duke (Hrsg.): EuroComGerm. Germanische Sprachen lesen lernen. Band 2: Seltener gelernte germanische Sprachen. Afrikaans, Färöisch, Friesisch, Jenisch, Jiddisch, Limburgisch, Luxemburgisch, Niederdeutsch, Nynorsk. Shaker, Düren 2019, ISBN 978-3-8440-6412-4, S. 99–125.
- Roland Girtler: Rotwelsch. Die alte Sprache der Gauner, Dirnen und Vagabunden. 2. Aufl., Wien 2010.
- Peter Honnen: Geheimsprachen im Rheinland. Eine Dokumentation der Rotwelschdialekte in Bell, Breyell, Kofferen, Neroth, Speicher und Stotzheim. In: Rheinische Mundarten. 2. Auflage. Band 10. Rheinland-Verlag, Köln 2000, ISBN 3-7927-1728-X (Mit einer CD).
- Friedrich Kluge: Rotwelsch. Quellen und Wortschatz der Gaunersprache und der verwandten Geheimsprachen. Trübner, Straßburg o. J. (1901); Nachdruck de Gruyter, Berlin/New York, 1987, ISBN 3-11-010783-X.
- Werner König: Das Jenische der Wasenmeister. Zum Funktionswandel einer Sondersprache. In: Rüdiger Harnisch, Ludwig M. Eichinger, Anthony Rowley (Hrsg.): „… im Gefüge der Sprachen“. Studien zu System und Soziologie der Dialekte. Festschrift für Robert Hinderling zum 60. Geburtstag  (= Zeitschrift für Dialektologie und Linguistik. Beiheft 90). Stuttgart 1995, ISBN 3-515-06638-1, S. 115–129.
- Hans-Günther Lerch: „Tschü lowi …“. Das Manische in Gießen. Die Geheimsprache einer gesellschaftlichen Randgruppe, ihre Geschichte und ihre soziologischen Hintergründe. Anabas-Verlag, Gießen 1976.
- Walter Lerch: Die Chochemerloschn, d. h. die jenische Sprache – eine Sprache für nur Eingeweihte. In: Bündner Monatsblatt, Heft 1, 2011, doi:10.5169/seals-398964#87, S. 84–89.
- Rosemarie Lühr, Klaus Matzel: Zum Weiterleben des Rotwelschen. In: Zeitschrift für Dialektologie und Linguistik 57,1 (1990), S. 42–53 (zu Regenstauf nördlich von Regensburg).
- Yaron Matras: The Romani element in German secret languages: Jenisch and Rotwelsch. In: ders. (Hrsg.): The Romani element in non-standard speech (= Sondersprachenforschung. Band 3). Harrassowitz, Wiesbaden 1998, ISBN 3-447-04071-8, S. 193–230.
- Edith Nierhaus-Knaus: Geheimsprache in Franken. Das Schillingsfürster Jenisch. Peter, Rothenburg ob der Tauber 1973, 4. Aufl. 1990, ISBN 3-87625-007-2 (dazu kritisch Siegmund A. Wolf, in: Zeitschrift für Dialektologie und Linguistik. 44,2 (1977), S. 177–179).
- Hansjörg Roth: Jenisches Wörterbuch. Aus dem Sprachschatz Jenischer in der Schweiz. Huber, Frauenfeld 2001, ISBN 3-7193-1255-0.
- Hansjörg Roth: Das Jenisch-Glossar aus dem ‚Großen Gaunerprozess‘ 1824–1826 (Luzern/Zürich). In: Ch. Efing, C. Leschber (Hrsg.): Geheimsprachen in Mittel- und Südosteuropa. Lang, Frankfurt am Main 2009, ISBN 978-3-631-59943-3, S. 59–88.
- Hansjörg Roth: Jenisch. In: Historisches Lexikon der Schweiz.
- Robert Schläpfer: Jenisch. Zur Sondersprache des Fahrenden Volkes in der deutschen Schweiz. In: Schweizerisches Archiv für Volkskunde 67 (1981), S. 13–38.
- Heidi Schleich: Das Jenische in Tirol. Sprache und Geschichte der Karrner, Laninger, Dörcher (= Am Herzen Europas. Band 4). EYE Literaturverlag, Landeck 2001, ISBN 3-901735-09-7.
- Georg Schuppener: Bibliographie zur Sondersprachenforschung (= Sondersprachenforschung. Band 6). Harrassowitz, Wiesbaden 2002, ISBN 3-447-04510-8.
- Wolfgang Seidenspinner: Jenische. Zur Archäologie einer verdrängten Kultur. In: Beiträge zur Volkskunde in Baden-Württemberg 8 (1993), S. 63–95.
- Klaus Siewert (Hrsg.): Rotwelsch-Dialekte. Symposion Münster, 10. bis 12. März 1995 (= Sondersprachenforschung. Band 1). Harrassowitz, Wiesbaden 1996, ISBN 3-447-03788-1.
- Klaus Siewert: Das Pfedelbacher Jenisch. Mit einem Glossar aus den schriftlichen Quellen. In: Zeitschrift für Dialektologie und Linguistik 64 (1997), S. 37–56
- Klaus Siewert: Grundlagen und Methoden der Sondersprachenforschung: mit einem Wörterbuch der Masematte aus Sprecherbefragungen und den schriftlichen Quellen (= Sondersprachenforschung. Band 8). Harrassowitz, Wiesbaden 2003, ISBN 3-447-04770-4.
- Werner Rudolf Stirnweiss: Sprache, Sitte und Brauch einer schwäbischen Ackerbürgerstadt [Höchstädt a. d. Donau] des mittleren Donaugebietes um die Jahrhundertwende. Diss. München 1975
- Thorsten Weiland: Das Hundeshagener Kochum. Ein Rotwelsch-Dialekt von Wandermusikanten aus dem Eichsfeld. Quellen – Wörterbuch – Analyse. Schöningh, Paderborn 2003, ISBN 3-506-79706-9.
- Wolfram Windolph: Nerother Jenisch. Schriftliche Quellen und Glossar (= Sondersprachenforschung. Band 2). Harrassowitz, Wiesbaden 1998.
- Siegmund A. Wolf: Wörterbuch des Rotwelschen: Deutsche Gaunersprache. Bibliographisches Institut, Mannheim 1956; 2. durchges. Aufl., Buske, Hamburg 1985, ISBN 3-87118-736-4.